# Liz McIntyre
Liz McIntyre (Hanover, 5 april 1965) is een voormalig freestyleskiester uit de Verenigde Staten. Ze vertegenwoordigde haar vaderland op de Olympische Winterspelen 1992 in Albertville, de Olympische Winterspelen 1994 in Lillehammer en de Olympische Winterspelen 1998 in Nagano.
Na haar eigen topsportcarrière was ze een aantal jaren mogulscoach en coachte ze onder andere olympische medaillewinnaars Shannon Bahrke (zilver in 2002 en brons in 2010), Toby Dawson (brons in 2006) en Travis Mayer (zilver in 2002).

## Resultaten

### Olympische Winterspelen
| Jaar | Plaats      | Resultaten |
| ---- | ----------- | ---------- |
| 1992 | Albertville | 6e Moguls  |
| 1994 | Lillehammer | Moguls     |
| 1998 | Nagano      | 8e Moguls  |

### Wereldkampioenschappen
| Jaar | Plaats      | Resultaten |
| ---- | ----------- | ---------- |
| 1986 | Tignes      | 12e Moguls |
| 1989 | Oberjoch    | 4e Moguls  |
| 1991 | Lake Placid | 5e Moguls  |
| 1995 | La Clusaz   | 16e Moguls |
| 1997 | Nagano      | 6e Moguls  |

### Wereldbeker
Eindklasseringen
| Seizoen   | Algemeen         | Moguls            | Dual Moguls      |
| --------- | ---------------- | ----------------- | ---------------- |
| 1985/1986 | 19e 7,00 punten  | 7e 29,00 punten   |                  |
| 1986/1987 | 20e 6,00 punten  | 7e 50,00 punten   |                  |
| 1987/1988 | 21e 7,00 punten  | 8e 49,00 punten   |                  |
| 1988/1989 | 22e 6,00 punten  | 7e 44,00 punten   |                  |
| 1991/1992 | 23e 7,00 punten  | 6e 56,00 punten   |                  |
| 1992/1993 | 16e 88,00 punten | 5e 796,00 punten  |                  |
| 1993/1994 | 22e 71,00 punten | 8e 568,00 punten  |                  |
| 1994/1995 | 23e 77,00 punten | 8e 536,00 punten  |                  |
| 1995/1996 | 64e 19,00 punten | 26e 152,00 punten |                  |
| 1996/1997 | 22e 75,00 punten | 8e 376,00 punten  | · 412,00 punten  |
| 1997/1998 | 33e 64,00 punten | 14e 320,00 punten | 19e 80,00 punten |

Wereldbekerzeges
| Datum            | Plaats | Onderdeel   |
| ---------------- | ------ | ----------- |
| 11 december 1987 | Tignes | Moguls      |
| 12 december 1992 | Tignes | Moguls      |
| 8 december 1996  | Tignes | Dual moguls |
| 5 december 1997  | Tignes | Moguls      |